# Helen Quinn
Helen Rhoda Arnold Quinn, född 19 maj 1943 i Melbourne, Australien, är en partikelfysiker och pedagog som har gett stora bidrag till båda fälten. Hennes bidrag till teoretisk fysik inkluderar Peccei-Quinn-teorin som innebär en motsvarande symmetri av naturen (relaterad till materia-antimateriasymmetri och den möjliga källan till den mörka materien som genomtränger universum) och bidrag till sökandet efter en enhetlig teori för de tre typer av partikelinteraktioner (starka, elektromagnetiska och svaga). Som ordförande för vetenskapsutbildning i The National Academy of Sciences ledde Quinn arbetet som skapade en ram för K-12 vetenskapsutbildning: praxis, tvärsnittskoncept och kärnidéer - grunden för nästa generations vetenskapsstandarder antagen av många stater. Hon har bland annat belönats med "Dirac Medal" från Internationella Centret för Teoretisk Fysik, Oskar Klein-medaljen från Kungliga Vetenskapsakademien, en utnämning som hedersofficer av Australienorden (Honorary Officer of the Order of Australia), JJ Sakurai-priset för Teoretisk Partikelfysik från American Physical Society, Karl Taylor Compton-medaljen för ledarskap i fysik från American Institute of Physics och 2018 Benjamin Franklin-medaljen i fysik från Franklin Institute.

## Biografi
Quinn växte upp i Australien och utexaminerades 1959 från Tintern Grammar, Tintern Church of England Girls Grammar School, i  Ringwood East, Victoria, Australien. Hon började studier vid University of Melbourne innan hon flyttade till USA och bytte till Stanford University. Hon fick sin Ph.D. från Stanford 1967, vid en tidpunkt då mindre än 2 % av fysikerna var kvinnor. Hon gjorde sitt doktorandarbete på DESY (det tyska synkrotronlaboratoriet) i Hamburg, Tyskland. Hon tillbringade därefter sju år vid Harvard University innan hon återvände till Stanford där hon blev professor i fysik vid Stanford Linear Accelerator Center. Hon gick i pension 2010 och ägnade sig åt utbildning, särskilt K-12 och förskolevetenskap och flerspråkig utbildning. Hon och hennes man har två barn.

## Karriär
I samarbete med Howard Georgi och Steven Weinberg visade Quinn hur de tre typerna av partikelinteraktioner (starka kärnkraften, svaga kärnkraften och den elektromagnetiska kraften), vilkas påverkan på världen runt oss ser väldigt olika ut, blir mycket lika i processer som använder extremt höga energier och därmed kan ses som tre aspekter av en enda förenad kraft.
Med Roberto Peccei kom hon på Peccei-Quinn-teorin, som föreslog en möjlig "när-symmetri" av universum (nu känd som Peccei-Quinn-symmetrin) för att förklara hur starka kärnkraften kan bibehålla CP-symmetri (symmetri mellan materia och antimateria) när den svaga kärnkraften inte gör det. En konsekvens av denna teori är en partikel som kallas för axion som ännu inte har observerats men är en kandidat för den mörka materia som genomtränger universum.
Quinn visade (tillsammans med Enrico Poggio och Steven Weinberg) hur kvarkarnas fysik kan användas för att förutsäga vissa aspekter av hadroners fysik (hadroner är partiklar som består av kvarkar), oberoende av detaljerna i hadronernas struktur. Denna användbara egenskap är nu känd som kvark-hadron dualitet.
Quinn har gett offentliga föreläsningar i olika länder angående "den saknade antimaterian", där hon säger att detta forskningsområde är lovande.
År 2001 valdes hon till president för det Amerikanska Fysikersamfundet (American Physical Society) för året 2004. Hon var den fjärde kvinnan som valdes till president för APS i samfundets 102-åriga historia.
Quinn har haft ett långsiktigt engagemang i utbildningsfrågor. Hon var en av grundarna och den första ordföranden för Contemporary Physics Education Project och hjälpte till att utforma dess första produkt, diagrammet över grundläggande partiklar och interaktioner som visas på många skolhusväggar bredvid det periodiska systemet. CPEP mottog 2017 "Excellence in Physics Education Award" från Amerikanska Fysikersamfundet, "för ledarskap i att tillhandahålla pedagogiskt material i nutida fysikämnen till studenter över 25 år."